# المليونير مزدوج
المليونير مزدوج (بالإنجليزية: The Millionaire's Double)‏ هو فيلم أبيض وأسود درامي أمريكي صامت عام 1917 أخرجه هاري دافنبورت، من بطولة لايونيل باريمور وإيفلين برنت. يعتبر الفيلم ضائعًا.

## روابط خارجية
- The Millionaire's Double  في قاعدة بيانات الأفلام على الإنترنت (بالإنجليزية)
- The Millionaire's Double على موقع أول موفي.
- lantern slide